# Оськин, Борис Васильевич
О́ськин Бори́с Васи́льевич (1935, Москва — 2016, там же) — советский и российский архитектор и художник.

## Биография
Борис Васильевич Оськин родился 5 июня 1935 года в Москве в многодетной семье. Мать одна растила пятерых детей; Борис был третьим ребёнком по рождению.
Дед Григорий Кортнев, будучи иконописцем, передал внуку увлечение живописью.
По окончании восьмилетней школы Борис пошел работать учеником в цех издательства «Правда». Одновременно учился в вечерней школе рабочей молодёжи.
По окончании школы с золотой медалью в 1952 году по совету одноклассника поступил в Московский авиационный институт на приборный факультет.
Услышав по радио, что в Архитектурном институте (МАрхИ) проходит День открытых дверей, посетил учебное заведение и принял решение о поступлении в институт. Как медалист Борис сдавал два экзамена — рисунок и черчение и по итогам испытаний был зачислен на первый курс.
Проектированию учился у архитектора А. Н. Душкина, а рисунку — у художника А. А. Дейнеки, который отмечал способности студента. Вместе с работами других авторов выставлял акварели в Манеже. В 1956 году организовал выставку своих работ в институте.
В свободное время помогал деду расписывать храм Петра и Павла у Яузских ворот в Москве.
Московский архитектурный институт окончил в 1958 году. По распределению должен был отправиться в Красноярск. Но так как имел семью — жену Светлану и годовалого сына Андрея, имел право на получение жилья, которое администрация Красноярска предоставить не могла; Борис Оськин с семьей остался в Москве.
Под руководством М. В. Посохина в 1960—1961 годах принял участие в проектировании и строительстве Кремлёвского Дворца Съездов (ныне ГКД).
С начала 1960-х годов руководил бригадой молодых архитекторов в мастерской по проектированию и строительству города Зеленограда. Его концепция (эскизный проект) решения городского центра была утверждена в Госстрой СССР. В дальнейшем её разрабатывали архитекторы Ф. А. Новиков (дом-«Флейта»), А. В. Климочкин (здание Городского совета), Д. А. Лисичкин (здание Дворца культуры), Ю. А. Свердловский (здание гостиницы) и другие. По проекту Б. В. Оськина построен торговый центр «Зеленоград» на площади Юности.
В 1961 году Б. В. Оськин в соавторстве с художником Б. В. Воронцовым проектирует выставку РСФСР в Токио, в 1966 году — советскую выставку в Осака.
В соавторстве с Б. В. Воронцовым, Ю. А. Свердловским работает над проектом советской выставки в Бухаресте (1967) и Лондоне (1968).
В соавторстве с И. В. Пандюриным создает проекты Павильона СССР для Международной ярмарки в Пловдиве (1970) и здание Советской выставки в Монреале (1974).
С 1969 года становится руководителем архитектурной мастерской № 10, где основной работой являлось проектирование рекламы и освещения Москвы.
В 1974 году Б. В. Оськин переходит на работу в департамент капитального строительства МИД СССР. Из значимых работ — строительство комплекса Генерального Консульства СССР в Гётеборге, Швеция (1977—1981); проектирование и строительство комплекса посольства СССР в Джорджтауне, Гайана
(1985—1990).
Графические и живописные работы Б. В. Оськина экспонировались на многочисленных российских и зарубежных выставках.
Б. В. Оськин — член Союза архитекторов России и Союза Художников РФ.
Скончался в 2016 году, похоронен на Новодевичьем кладбище в Москве.
Подробнее на сайте: 

## Основные работы

### Москва
- 1960—1961 — Кремлёвский Дворец Съездов, под руководством М. В. Посохина; проектирование и строительство, фасады, интерьеры.
- 1969—1971 — Калининский проспект (Новый Арбат); световое и рекламное оформление.
- 1972—1974 — 1-й Автокомбинат; интерьеры, монументальная мозаика на фасадах, контрольно-пропускной пункт.

### Зеленоград
- 1962 — Концепция (эскизный проект) решения городского центра; утверждена Госстрой СССР.
- 1965—1967 — Торговый центр «Зеленоград», соавторы А. Климочкин и Д. Лисичкин; проектирование и строительство.

### Токио
- 1961 — Выставка РСФСР, соавтор Б. В. Воронцов

### Осака
- 1966 — Павильон СССР, соавтор Б. В. Воронцов

### Бухарест
- 1967 — Выставка СССР, соавторы Б. В. Воронцов, Ю. А. Свердловский

### Лондон
- 1968 — Выставка СССР, соавторы Б. В. Воронцов, Ю. А. Свердловский

### Пловдив
- 1970 — Международная ярмарка, павильон СССР, соавтор И. В. Пандюрин

### Монреаль
- 1974 — Выставка СССР

### Гётеборг
- 1977—1981 — Строительство комплекса Генерального Консульства СССР

### Джорджтаун
- 1985—1987 — Проектирование и строительство комплекса посольства СССР

## Проекты и акварели

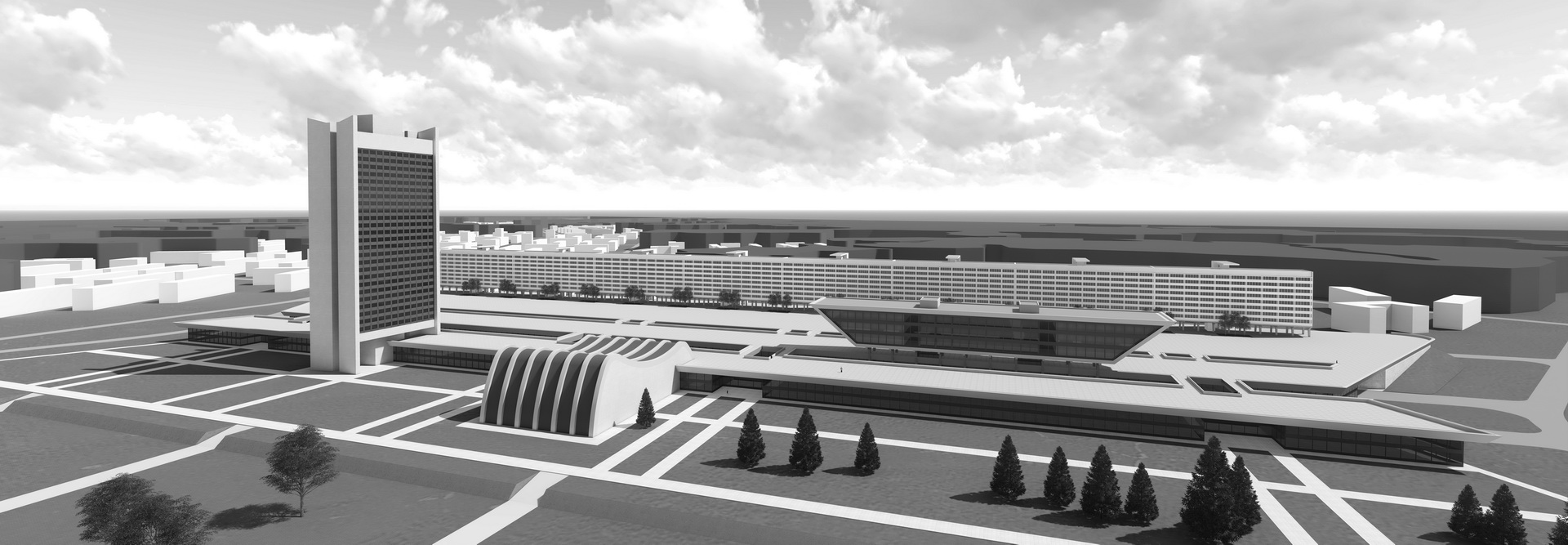
Б. Оськин. Центр Зеленограда. Проект
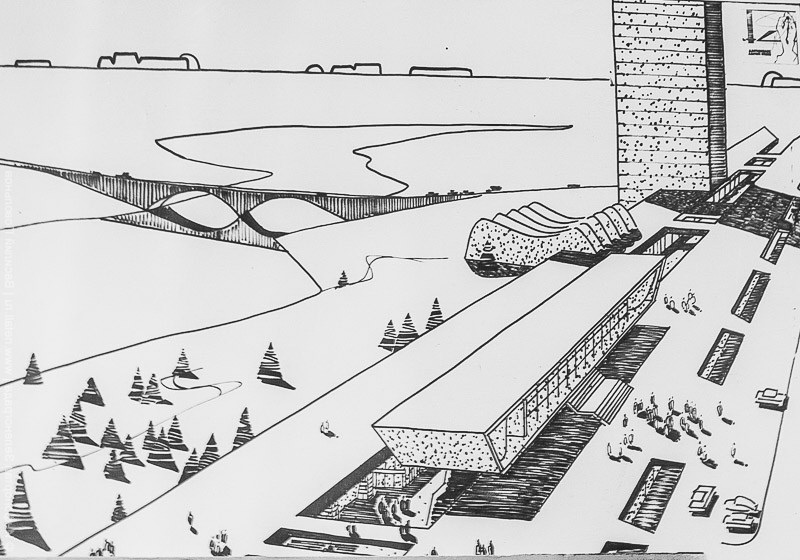
Б. Оськин. Набросок к эскизному проекту Центра Зеленограда, 1962